# Sarotherodon
Sarotherodon är ett släkte ciklider som ingår i tribus Tilapiini. De utmärks av att hannarna är munruvare.

## Arter och underarter
- Sarotherodon caroli
- Sarotherodon caudomarginatus
- Sarotherodon galilaeus borkuanus
- Sarotherodon galilaeus boulengeri
- Sarotherodon galilaeus galilaeus
- Sarotherodon galilaeus multifasciatus
- Sarotherodon galilaeus sanagaensis
- Sarotherodon linnellii
- Sarotherodon lohbergeri
- Sarotherodon melanotheron heudelotii
- Sarotherodon melanotheron leonensis
- Sarotherodon melanotheron melanotheron
- Sarotherodon melanotheron nigripinnis
- Sarotherodon melanotheron paludinosus
- Sarotherodon mvogoi
- Sarotherodon occidentalis
- Sarotherodon steinbachi
- Sarotherodon tournieri liberiensis
- Sarotherodon tournieri tournieri